# Xanthodexia sericea
Xanthodexia sericea är en tvåvingeart som först beskrevs av Christian Rudolph Wilhelm Wiedemann 1830.  Xanthodexia sericea ingår i släktet Xanthodexia och familjen parasitflugor. Inga underarter finns listade i Catalogue of Life.